# Auquimarca (Apurímac)
Auquimarca (posiblemente del quechua awki 'príncipe' o 'especie de figura mítica' y marka 'pueblo') es un sitio arqueológico  en Perú, situado en el departamento de Apurímac, provincia de Andahuaylas, en el límite de los distritos de Pomacocha y Tumay Huaraca. Se ubica en una montaña que lleva el mismo nombre y alcanza una altura de unos 4.000 metros (13.123 pies).[cita requerida]